# Atrichopogon brasiliensis
Atrichopogon brasiliensis är en tvåvingeart som beskrevs av John William Scott Macfie 1939. Atrichopogon brasiliensis ingår i släktet Atrichopogon och familjen svidknott. Inga underarter finns listade i Catalogue of Life.